# 하은수
하은수(1986년 ~ )는 대한민국의 배우이자 모델이다.

## 학력
- 수원대학교 연극영화과 졸업

## 출연 작품

### 드라마
| 연도 | 방송사 | 제목              | 역할   | 비고 |
| ---- | ------ | ----------------- | ------ | ---- |
| 2018 | tvN    | 미스터 션샤인     | 기생   |      |
| 2018 | MBC    | 검법남녀          | 연미래 |      |
| 2018 | SBS    | 친애하는 판사님께 | 김영주 |      |
| 2018 | MBC    | 붉은 달 푸른 해   | 이연주 |      |

## CF
- 2010년 오리온 포카칩
- 2011년 포스트 라이트업
- 2011년 롯데제과 빼빼로
- 2011년 NH생명보험 행복자산플랜
- 2012년 동국제약 마데카솔
- 2012년 대한생명 콕콕라이프
- 2012년 LG전자 옵티머스 G
- 2013년 삼성자산운용 코덱스
- 2014년 LG유플러스 홈CCTV 맘카
- 2014년 하나카드
- 2016년 아이소이
- 2017년 정관장